# شیلا نا گیگ

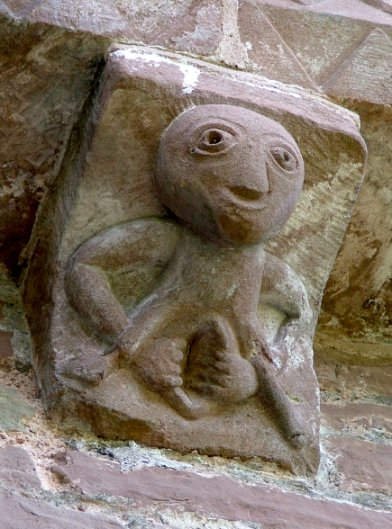
شیلا نا گیگ مشهور کلیسای سنت ماری و دیوید، واقع در کیلپک، انگلستان

شیلا نا گیگها، یا شیلا نا گیگز (به انگلیسی: Sheela na Gigs) یا شیلا-نا-گیگز (Sheela-na-Gigs)، به نقوش حجاری شدهٔ مجازی از چهره و اندام زنان برهنه که فرج آن‌ها به گونه‌ای اغراق‌آمیز نمایش داده شده‌است، گفته می‌شود. این نقوش سنگی، اغلب در کلیسا‌ها، قلعه‌ها و سایر بناها، به ویژه در کشورهایی مثل جزیره ایرلند و بریتانیای کبیر یافت می‌شوند و گاهی اوقات در آن‌ها به جای چهرهٔ زنان، چهرهٔ مردها نیز به چشم می‌خورد. یکی از بهترین نمونه‌های موجود شیلا نا گیگ ممکن است نمونه‌ای باشد که در برج راند واقع‌در  راتتو ، از توابع شهرستان کری، که از شهرهای ایرلند محسوب می‌شود، یافت شده‌است. این ماکت سنگی در موزه کانتی واقع در شهر ترالی قرار داده شده‌است. همچنین به‌عنوان یکی دیگر از نمونه‌های شناخته شدهٔ شیلا نا گیگ، می‌توان به نمونه‌ای اشاره کرد که در کیلپک واقع در هرفوردشر، انگلستان دیده می‌شود.
در مجموع ایرلند دارای بیشترین تعداد پیکره‌های سنگتراشی شناخته شدهٔ شیلا نا گیگ می‌باشد: در راهنمای مصوّر شیلا نا گیگ‌های ایرلند و بریتانیا: ساحره‌های الهی از سلت‌های مسیحی، جوآن مک ماهون و جک رابرتز، پدیدآورندگان این راهنما از ۱۰۱ نمونهٔ موجود از این پیکره‌های سنگی در ایرلند، در برابر ۴۵ نمونه‌ای که در سراسر انگلستان یافت شده‌است، یاد کرده‌اند.
دربارهٔ ماهیت این پیکره‌های سنگی، چنین گفته شده‌است: این پیکره‌ها به دفع مرگ و نیک و بد (خیر و شر) اختصاص داشته‌اند. دربارهٔ سایر گروتسک‌ها، همچون آب‌پران‌ها یا تندیسک‌های بدقواره، که غالباً در کلیساهای سرتاسر اروپا یافت می‌شوند نیز، گفته می‌شود که این شکل‌ها و مجسمه‌ها رواح خبیث را دور نگاه می‌داشته‌اند (در این مورد نگاه کنید به: بلاگردان). اغلب و به‌طور معمول این پیکره‌های سنگی را در موقعیت جلوی درها یا پنجره‌ها قرار می‌داده‌اند، و این امر احتمالاً برای حفاظت از این دهانه‌های ورودی صورت می‌گرفته‌است.

## ریشه و منشأ اصلی مضمون شیلا نا گیگ
در مورد منبع و منشأ اصلی این شکل‌ها بحث و جدل و اختلاف نظر وجود دارد. یک دیدگاه که از سوی جیمز جرمان و آنتونی ویر ارائه شده، این است که شیلا نا گیگ‌ها برای اولین مرتبه در قرن یازدهم میلادی و در فرانسه و اسپانیا بر سنگ حجاری و حک شده‌اند و این پدیده در غایت امر و در طی قرن دوازدهم به بریتانیا و ایرلند رسیده‌است. کارهای جرمان و ویر در واقع ادامهٔ پژوهش‌های شروع شده توسط یورگن اندرسن به‌شمار می‌آمد، که کتابی موسوم به جادوگر بر روی دیوار، که نخستین کتاب جدی در مورد شیلا نا گیگ‌ها محسوب می‌شد را، در سال ۱۹۷۷ نوشته بود. در همین زمینه ایامون کلی، که نگاهبان آثار باستانی ایرلند در موزه ملی ایرلند واقع در دوبلین بود نیز، کتابی به نام شیلا نا گیگ‌ها نوشت و طی آن بر این نکته انگشت نهاد که: بررسی ریشه‌ها و کارکردهای شیلاها و نحوهٔ توزیع و گستردگی آن‌ها در سطح ایرلند، از نظریه (تئوری) جرمان و ویر حمایت می‌کند؛ چراکه تقریباً تمامی پیکره‌های شیلا ناگیگ باقی‌مانده در این محل، در زمینهٔ نواحی انگلو-نورمن یافت می‌شوند که مربوط به قرن دوازدهم می‌باشند، در حالی که در دیگر مناطق «بومی ایرلندی» تنها چند پیکرهٔ شیلا به چشم می‌خورد.
جرمان و ویر همچنین در مورد ماهیت شهوانی این پیکره‌های حجاری شده، چنین استدلال می‌کنند که قرار گرفتن این مجسمه‌ها در جلوی کلیساها، با توجه به استانداردهایی که در دوران قرون وسطی پیرامون زشتی‌ها و پدیده‌های ناشایست وجود داشته، حکایت از این دارد که از آن‌ها به‌عنوان نماد و سمبلی برای نشان دادن ماهیت شنیع و مفسده‌برانگیز و گناه آلود شهوت زن، استفاده می‌شده‌است.
امّا دربارهٔ شیلا نا گیگها یک تئوری دیگر نیز، توسط جوآن مک ماهون و جک رابرتز ارائه شده که بر مبنای آن، این پیکره‌های حجاری شده، باقی‌مانده‌هایی از نوعی نماد باروری مربوط به دوران قبل از مسیحیت یا یک نوع نماد مذهبی که به یک ایزدبانوی مادر اشاره دارد، می‌باشند. پژوهشگران ارائه‌کنندهٔ این نظریه به تفاوتی اشاره می‌کنند که بنابر ادعای آنان در میان مواد اولیه و برخی سبک‌های شیلا نا گیگ با سازه‌های اطراف این مجسمه‌ها، وجود دارد. طوری‌که تغییر و تبدیل‌های اعمال شده در کناره‌های برخی از آنها، از این ایده حمایت می‌کنند که ساختارهای پیشین برخی از این مجسمه‌ها، در عصر مسیحیت تغییراتی کرده و به شکل ساختارهای معمول در اوایل دوران مسیحیت درآمده‌است.
البته تفاوت‌هایی میان نمونه چهره‌های نمایش داده شده در شیلا نا گیگ‌های سرتاسر قارّهٔ اروپا با شیلا نا گیگ‌های ایرلندی و بریتانیایی وجود دارد، از جمله این که چهرهٔ مرد در شیلاهای ایرلند و بریتانیا به ندرت وجود دارد، حال آن که در پیکره‌های سنگی دیگر نقاط قاره، احتمال بیشتری برای یافتن شکل‌های نرینه موجود است و افزون بر این، حالت چهرهٔ شیلاهای قارّه، دارای ظرافت‌ها و پیچیدگی‌های بیشتری می‌باشند.

## ریشه و منشأ اصلی نام شیلا نا گیگ

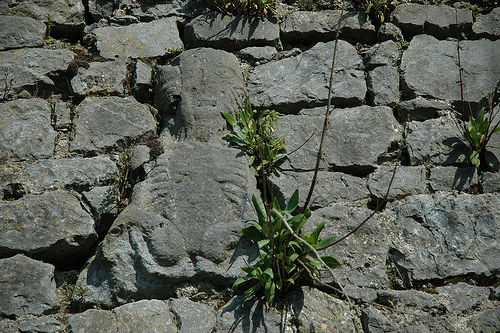
یک شیلا نا گیگ، بر روی یک دیوار در شهر قدیمی فتهارد، شهرستان تیبراری، ایرلند

به نام شیلا نا گیگ نخستین بار، در مجموعه مقالات آکادمی سلطنتی ایرلند، که در فاصله سال‌های ۱۸۴۰ تا ۱۸۴۴ منتشر می‌شد، اشاره شده بود. این نام در مجموعهٔ مذکور، یک نام محلی بود که اولین بار در مورد یک پیکرهٔ سنگی به کار رفته بود که بر روی دیوار شیروانی کلیسایی واقع در راچس تاون، از توابع شهرستان تیپراری ایرلند قرار داشت؛ همین نام همچنین در سال ۱۸۴۰ توسط جان. ای. داناون، که عضو رسمی سازمان مهمات ایرلند بود نیز، ثبت و ضبط شده بود. وی این نام را در اشاره به یکی دیگر از پیکره‌ها که در کلیسایی در کیلتینان، از همان شهرستان تیپراری یافت شده بود، به کار برده بود.
امّا بحث و جدل و اختلاف نظر، در مورد منشأ و معنی نام شیلا نا گیگ، به عنوان نامی که به‌طور مستقیم قابل ترجمه به زبان ایرلندی نیست، همواره وجود داشته‌است. گاهی اوقات ممکن است به جای کلمهٔ «شیلا» در این اسم، از املاهای جایگزین دیگری همچون: «سیلا» یا «سیله» استفاده شود. همچنین نام «شان نا گیگ» که توسط جک رابرتز برای همتای مرد این مجسمه‌های سنگی که آن نیز، آلت تناسلی مردانه خود را [به شکلی اغراق‌آمیز] بدست گرفته بود و نمایش می‌داد، به کار گرفته شده بود، نامی است که استفاده از آن در مقایسه با استفاده از نام شیلا، در ایرلند بسیار نادر است، اما همین نام به شکلی بسیار شایع تر در دیگر نقاط قاره اروپا [به جز بریتانیا]، به کار برده می‌شود.
یورگن اندرسن دربارهٔ این نام نوشته‌است که این نام، در اصل از یک عبارت ایرلندی (Sighle na gCíoch)، که به معنای «پستانهای عجوزه پیر» می‌باشد، گرفته شده‌است یا از عبارتی دیگر (Síle ina Giob)، که به معنای «شیلا (همان سیله ایرلندی یا شکل ایرلندی نام انگلو نورمن سسیل یا سسیلیا) بر روی کفلهایش» مشتق گردیده‌است. همچنین دربارهٔ همین عبارت (Sighle na gCíoch)، محقق دیگری به نام دینن، معتقد است که این تعبیر به نوعی طلسم سنگی اشاره دارد که زنی را در حال عرضه کردن قدرت باروریش، نشان می‌دهد. طلسمی که تصور می‌شود بوسیلهٔ نورمن‌ها معرفی شده باشد.
امّا در برابر این قبیل تفاسیر، محققان دیگر این پرسش را مطرح کرده‌اند که اگر تأکید شیلاها بر پستان است، پس چرا در پیکره‌های سنگی پستان نمایش داده نشده‌است؟، ضمن اینکه شک و تردیدهایی در مورد ارتباط لفظی و زبانی میان دو عبارت «اینا گیوب ina - Giob» و «نا گیگ» وجود دارد. عبارت «شیلا نا گیگ» همچنین گاهی در مورد ساحره‌ها یا عجوزه‌های پیر و پیرزن‌ها نیز به کار می‌رود(Freitag).
باربارا فریتاج، در کتاب خود موسوم به «شیلا نا گیگ‌ها»، یک فصل کامل را به بررسی لغوی این نام اختصاص داده‌است: حل  معما، نشان می‌دهد که این لغت در برخی از منابع قدیمی تر از سال ۱۸۴۰، نیز به کار برده می‌شده‌است. از جمله یکی از کشتی‌های نیروی دریایی سلطنتی بریتانیا با نام شیلا نا گیگ نامیده می‌شده‌است یا همین نام بر نوعی رقص که مربوط به حدود سال ۱۷۰۰ میلادی بوده گفته می‌شده‌است. در چاپ نخست کتابی پیرامون سبک اسلیپ جیپ ایرلندی [نوعی سبک در موسیقی و همین‌طور در رقص ایرلند]، که با عنوان پات استیک ایرلندی در سال ۱۷۵۸ انتشار یافته‌است، در مجموعه استثنائی از آهنگ‌های محبوب بریسون، عنوانی به صورت شیلینگ اگیگ دیده می‌شود که به یکی از رقصهای اصیل ایرلندی اشاره دارد. (مربوط به سال ۱۷۹۵). اینها قدیمی‌ترین منابع ثبت شده ایست که در آن‌ها به نام شیلا نا گیگ اشاره شده‌است، اما هیچ‌یک از آن‌ها در اشکال حجاری شدهٔ مورد نظر ما صدق نمی‌کند. البته این نام در اسناد نیروی دریایی سلطنتی بریتانیا و در ارتباط با شرح نام کشتی پیش گفته، به صورت تعبیر «شبح زن ایرلندی» توضیح داده شده‌است.
خانم باربارا فریتاج همچنین در تحقیقات خویش کشف کرد که کلمهٔ گیگ در زبان عامیانهٔ مردمان شمال انگلیس، کلمه ایست که در مورد اندام تناسلی زن به کار می‌رفت [مشابه کلمهٔ «کُ س» که در فارسی عامیانه در این مورد به کار می‌رود]. کلمهٔ مشابه این کلمه، در زبان عامیانه مدرن ایرلندی نیز وجود دارد، که کلمهٔ "Gigh" می‌باشد. هرچند که این تعابیر در یافتن منشأ احتمالی این نام بیشتر گیج‌کننده هستند.

## نظریه‌ها
اختلاف نظرهای بسیاری پیرامون تعیین این موضوع که اشکال شیلا نا گیگ دقیقاً قصد نشان دادن چه چیز را دارند، موجود است. گسترهٔ وسیع تئوری‌های موجود در این ارتباط را می‌توان به مقوله‌های زیر تقسیم نمود. هرچند که هیچ‌یک از این تئوری‌های موجود، تمامی موضوعات مطرح پیرامون شیلا نا گیگ‌ها را تحت پوشش قرار نمی‌دهد و در ارتباط با هرکدام از این نظریه‌ها مشکلات خاص خود وجود دارد.

### بازماندهٔ ایزدبانوی بت‌پرست
نظریه‌ای که شیلا نا گیگ‌ها را بازماندگان و بقایای مربوط به الهه‌های کافر معرفی می‌کند، تا حد زیادی محبوب‌ترین نظریه در این ارتباط محسوب می‌شود، هرچند که دانشگاهیان بسیاری این نظریه را نپذیرفته‌اند. ایزدبانوی موردنظر معمولاً به عنوان یکی از ایزدبانویان سلتیک شناسایی می‌شود، که همان کایلاخ، که ایزدبانویی پیر و عجوزه مانند در میان اساطیر ایرلندی و اسکاتلندی است. اصل این نظریه توسط محققانی همچون مارگارت موری و آن راس ارائه شده‌است، که یکی از آن‌ها در مقالهٔ خود تحت عنوان «ساحره‌ای الهی از سلت‌های کافر»، نوشته بود:
من مایل هستم که نشان دهم اشکال شیلا نا گیگ، در ابتدایی‌ترین شکل نمادشناسانهٔ خویش، در واقع ایزدبانویان خاصّ اراضی کشاورزی یا حتی الهگان جنگ را در کسوتی عجوزه مانند (شبیه به یک پیرزن)، به تصویر کشیده‌اند.
اخیراً نظریه ایزدبانو، در کتاب فاحشگی مقدس: شیلا، ایزدبانویی سلتی، که توسط مورین کونکانون و همکارانش نوشته شده، مورد توجه قرار گرفته و در همراهی با آن تصاویری از چهرهٔ ایزدبانوی مادر، ارائه گردیده‌است.
در دائرةالمعارف ادیان (ویراست. میرچا الیاده، چاپ:۱۹۹۳ توسط مک میلان برای دانشگاه شیکاگو) مشابهت‌های متقابلی میان شیلا نا گیگ و یک اسطورهٔ کهن ایرلندی که به ایزدبانوی اعطاکنندهٔ سلطنت معروف است، گزارش شده‌است. این ایزدبانو، اغلب به صورت یک پیرزن شهوتی ظاهر می‌شود و اکثر مردها از پیش رفتن به سمت او، خودداری می‌ورزند، به جز یک مرد که نزدیکی با این پیرزن شهوت‌طلب را می‌پذیرد. امّا هنگامیکه این مرد با پیرزن همخوابگی می‌کند، ناگهان همان پیرزن به دختر جوان و زیبایی تبدیل می‌شود که ضمن اعطای تاج و تخت سلطنت به مرد، با وی ازدواج می‌نماید. در مورد روایت‌های گوناگون این مضمون مشترک در اقوام نواحی شمالی اروپا، نگاه کنید به بانوی نفرت‌انگیز.

### یک نماد باروری
این تئوری به‌طور معمول در پیوند با نظریهٔ پیش گفته (نظریهٔ ایزدبانو) برای تشریح و توضیح اشکال شیلا نا گیگ، مورد استفاده قرار می‌گیرد. خانم باربارا فریتاج، در کتاب خویش، شیلا ناگیگ‌ها:موشکافی یک آنیگما، این نظریه که شکل‌های مذکور در چهار چوب موضوع باروری قرار می‌گیرند را، مطرح می‌سازد و این موضوع را با بحث سنگ‌های تولد [که ظاهراً مورد استفادهٔ زنان نازا بوده‌اند]، همراه می‌سازد. شواهدی از فرهنگ فولکلوریک لااقل در مورد برخی از برخی از پیکره‌های شیلا وجود دارد که حکایت از بهره‌گیری از آن‌ها بدین روش دارد. طوری‌که این پیکره‌ها، به زنانی که در حال زایمان بوده‌اند، عاریه داده می‌شده‌است. (تحقیقات خانم فریتاج). این پیکره‌های سنگی در ارتباط با سنت‌های مربوط به جشن عروسی نیز هستند. بر طبق گفتهٔ خانم مارگارت موری، این شکل‌ها در آکسفورد، کلیسای سنت مایکل واقع در نورث گیت، بر اساس یک سنت در روز ازدواج به عروس نشان داده می‌شده‌است. (نوشتهٔ مارگارت موری دربارهٔ اشکال مربوط به باروری زن، در مجله انسان‌شناسی مؤسسه سلطنتی، جلد LXIV، سال ۱۹۳۴).
با این حال، این نظریه ویژگی‌های مربوط به تمامی شکل‌های شیلا نا گیگ را پوشش نمی‌دهد.

### نوعی اخطار در مورد شهوت خانم‌ها
این نظریه با توجه به ماهیت مرتبط با شهوت این شکل‌ها، توسط آنتونی ویر و جیمز جرمن مورد توجه قرار گرفت. این نظریه توضیح می‌دهد که این شکل‌ها به عنوان نوعی هشدار مذهبی در برابر گناهان مرتبط با شهوت عمل می‌کرده‌اند. چهره‌های عرضه شده در انواع شیلا نا گیگ، چهره‌های مرد، زن، و حیوان را در برمی گیرد و غالباً در این چهره‌ها مجموعه‌ای از تصاویر جانوران درندهٔ مردم و دیگر تصاویر «جهنمی» به چشم می‌خورند. بر مبنای این ویژگی تصاویر، مبدعان این نظریه، استدلال کرده‌اند که از این تصاویر، به‌طور عمده به عنوان وسیلهٔ آموزش دین به مردم بی سواد مورد استفاده قرار می‌گرفته‌است.

### محافظت در برابر شیاطین
این نظریه توسط یورگن اندرسن در کتاب عجوزه بر دیوار و توسط جرمن و ویر در کتاب تصویرهای شهوانی، مورد بحث قرار گرفته‌است. بعید به نظر می‌رسد که قرار گرفتن شیلا نا گیگ‌ها بر دیوار قلعه‌ها در خدمت اهدافی مذهبی باشد. نظریه پیشنهاد شده بر این دلالت دارد که این اشکال به‌عنوان نوعی پدیدهٔ حفاظت‌کننده طراحی شده‌اند و به دفع شرّ بدی‌ها کمک می‌کنند. این نظریه بیشتر از این واقعیت سرچشمه می‌گیرد که در ایرلند به برخی از این پیکره‌های سنگی، سنگ‌های چشم زخم گفته می‌شود. همچنین در فرهنگ فولکلوریک شواهدی وجود دارد که حاکی از دفع چشم زخم شیاطین بر اثر مشاهدهٔ جنسیت زنانه می‌باشد. اندرسن به بازخوانی صفحه‌ای از یک اثر لافونتن می‌پردازد که طی آن یک دیو از مشاهدهٔ زنی که دامن خویش را بالا زده‌است، می‌گریزد و فرار می‌کند. ویر و جرمن همچنین به داستان زمان ایرلندی (۲۳ سپتامبر ۱۹۷۷) اشاره می‌کنند که طی آن واقعهٔ بالقوه خشونت‌آمیز، حملهٔ چند مرد به یک زن، با افشای اندام تناسلی زن در مقابل حمله کنندگان برطرف گردیده بود. با این حال، برخی از صاحبنظران در صحت این داستان تردید به خرج داده‌اند. به نظر می‌رسد که تداوم بررسی‌های ویر و جرمان در مورد این نظریه موجب شده بود که به‌تدریج و با گذشت زمان، بتوان نقش محافظت‌کننده را به شیلا نا گیگ‌ها نسبت داد. در حالی که به نظر می‌رسید این نظریه مناسب‌ترین توجیه مذهبی و غیرمذهبی را در مورد شیلا نا گیگ‌ها بدست داده باشد، دوباره این نظریه برای توجیه تمامی موارد مربوط به این پیکره‌ها، کافی به نظر نرسید.

## گسترهٔ توزیع پیکره‌ها

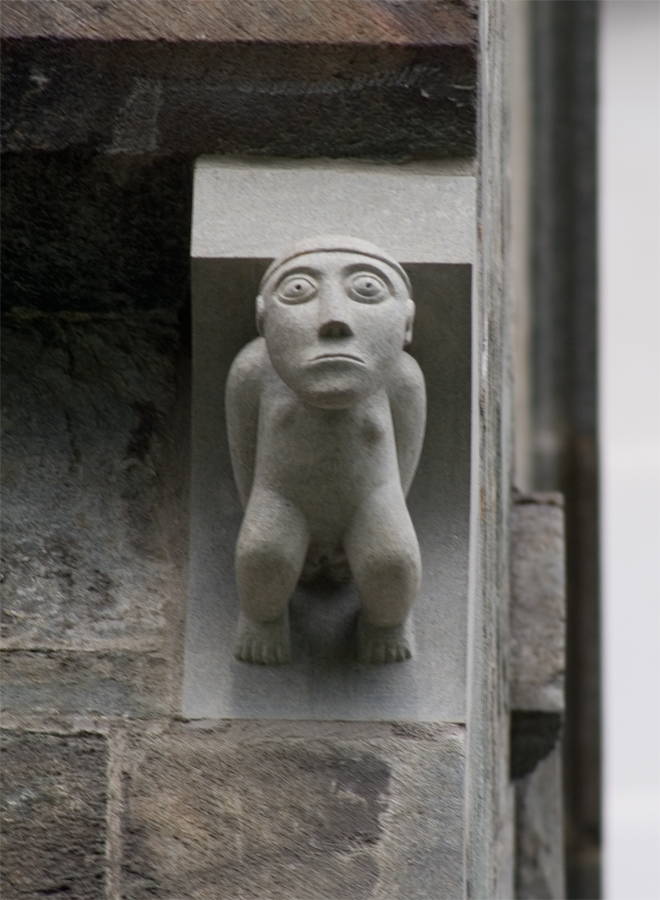
پیکرهٔ حجاری نمایش داده شده در سبک لاتین، از کلیسای اعظم نیداروس، واقع در تروندهایم نروژ، پیکرهٔ نشان داده شده یک جایگزین مدرن و امروزی برای پیکرهٔ اصلی است که هم‌اکنون در کاخ موزهٔ اسقف اعظم تروندهایم عرضه شده‌است

همان‌طور که در بالا ذکر شد، بیشترین تعداد شناخته شدهٔ پیکره‌های سنگی شیلا نا گیگ، در کشور ایرلند بدست آمده‌اند. (تا بدانجا که اغلب به اشتباه تصور می‌شود که این پدیده، پدیده‌ای خاص و منحصربه‌فرد مربوط به ایرلند می‌باشد). با این حال، با انتشار کتاب عجوزه‌ای بر دیوار و همین‌طور کتاب تصاویر شهوانی، این واقعیت به‌طور فزاینده‌ای آشکار گردید که شیلا نا گیگ‌ها را باید به دور از تنگ نظری، پدیده‌ای دانست که در حقیقت می‌تواند در سرتاسر اروپا یافت بشود. البته تعداد دقیق شیلا نا گیگ‌های بدست آمده در جاهای مختلف، در گزارش هر نویسنده نسبت به نویسندهٔ دیگر متفاوت است و مثلاً آمار ارائه شده توسط فریتاج، اومیتس از روچستر از لیست ارائه شده بوسیلهٔ جرمان و ویر متفاوت است. یا در کتاب فاحشگی مقدس، کونکانون تعدادی از این پیکره‌های سنگی مربوط به نقاط دور دست را شامل اثر خویش ساخته که برخی از آن‌ها تاکنون تنها توسط او به عنوان شیلا نا گیگ شناخته شده‌اند. گذشته از این پیکره‌های شناخته شده، تعدادی از این پیکره‌ها هم هستند که هنوز ناشناخته باقی‌مانده‌اند.
بر مبنای فهرستی که در کتابهای: عجوزه‌ای بر دیوار، عکسهای شهوانی، و موشکافی یک انیگما: شیلا نا گیگز، ارائه شده، تاکنون در کلیساهای کشورهای زیر پیکره‌های زنانی یافت شده که فرج خود را در دست گرفته و به طرز اغراق‌آمیزی آن را عرضه کرده‌اند. (کشورهایی که در آن‌ها شیلا نا گیگ، پیدا شده‌است):
- ایرلند
- فرانسه
- اسپانیا
- بریتانیا
- انگلستان
- ولز
- اسکاتلند
- نروژ
- سوئیس
- جمهوری چک/جمهوری اسلواکی

تعداد قابل توجهی از پیکره‌ها در بافت جغرافیایی کشورهای لاتین زبان یافت شده‌اند (منقول از کتاب تصاویر شهوانی) به خصوص فرانسه، اسپانیا، انگلیس و نروژ در بر دارندهٔ چنین پیکره‌هایی هستند. پیکره‌های مربوط به ایرلند به‌طور معمول در مناطقی یافت می‌شوند که عرصهٔ نفوذ نورمن‌ها بوده‌اند. (نقل از ای. کلی)